# GS그룹
GS그룹은 LG그룹의 4개 회사가 분리·독립하여 이루어진 대한민국의 대규모 기업집단으로 2004년 7월 1일 GS홀딩스(현 주식회사 GS)가 출범하여 LG그룹에서 분리 작업을 시작하여 2005년 1월 27일 GS홀딩스 외 13개사의 계열분리가 공정위에 의해 승인되어 법적 계열분리가 완료되었다. 2005년 3월 31일 'GS CI및 경영이념선포식' 행사와 함께 공식 출범하였다.
지주회사인 주식회사 GS가 GS칼텍스, GS리테일, GS홈쇼핑 등을 자회사로 거느리고 있으며, GS건설과는 계열사 관계이다. 현 회장은 허태수이다.

## 역사
LG그룹의 창업주인 연암 구인회는 1931년 경상남도 진주시에서 구인회상점이라는 이름의 포목상을 창업하였다. 1940년 주식회사 구인상회로 발전하고, 사업 운수와 무역 등으로 사업이 확대되었다. 하지만 해방이후 당시 사업들을 모두 정리하고 부산으로 터전을 옮겼다.
LG그룹은 구인회상점으로 창업당시에는 동생인 구철회와 함께 동업을 하였지만 사업이 확장이 되어 1941년 사돈관계에 있던 허창수 일가가 6대4의 지분을 가지고 동업을 시작하였다. 동업이 60년 넘게 이어지다가 허씨 일가가 2004년부터 주식회사 GS의 전신인 GS홀딩스를 출범시켜 분사 작업을 시작하였고 2005년 1월 27일 독립하였다. 현재 지분은 모두 정리하였다.

## 계열사
- GS - 지주회사
- GS칼텍스
  - GS엠비즈
  - GS바이오
  - GS에코메탈
  - 상지해운
  - 이노폴리텍
- GS에너지
  - GS파워
  - 인천종합에너지
  - 보령LNG터미널
- GS EPS
- GS E&R
  - GS동해전력
  - GS풍력발전
  - GS포천그린에너지
- GS리테일
  - 후레쉬서브
  - GS넷비전
  - GS25
  - GS더프레시
  - GS파크24
  - GS SHOP
- GS P&L
  - 파르나스호텔
- GS글로벌 : 이사회는 사내이사 4인, 사외이사 5인으로 구성된다. 2010년 기준으로, 사내이사는 허창수(회장), 허명수(CEO), 우상룡, 이휘성이고 사외이사는 김종빈, 김정만, 이덕훈, 편종근, 박경서 이사이다.
- GS스포츠
  - FC 서울
  - GS칼텍스 서울 KIXX
- GS건설
  - 자이에스앤디 : GS건설 자회사이며 GS그룹의 계열사로 시큐리티사업과 주택관리,에너지사업,홈네트워크를 주 사업으로 하고 있다. 대표이사 차천수(GS건설 부사장 출신)
  - GS엘리베이터
  - 자이오앤엠
  - 위드서비스
  - GCS
  - BSM
  - 서울문산고속도로
  - 옥산오창고속도로
- 케이하우징
- GS네오텍
  - GS CDN

## 과거 계열사
- GS ITM : GS그룹의 IT 회사였다. GS그룹의 상호출자제한기업에 속했던 계열사였으므로 SI, IT아웃소싱, Plant IT, IT서비스를 주 사업으로 하고 있으며, 2018년에는 JKL파트너스-IMM인베스트먼트 컨소시엄에 매각되었다.
- 의정부경전철

## 같이 보기
- GS타워
- LG그룹
- LS그룹
- LIG그룹